# Hyloxalus craspedoceps
Espèce
Synonymes
- Allobates craspedoceps (Duellman, 2004)
- Colostethus craspedoceps (Duellman, 2004)

Statut de conservation UICN

 DD  : Données insuffisantes
Hyloxalus craspedoceps est une espèce d'amphibiens de la famille des Dendrobatidae.

## Répartition
Cette espèce est endémique de la province de Lamas dans la région de San Martín au Pérou. Elle se rencontre à 500 m d'altitude sur le versant Est de la cordillère Centrale.

## Description
La femelle holotype mesure 20,5 mm et le mâle paratype 19,1 mm.

## Étymologie
Le nom spécifique craspedoceps vient du grec kraspedon, le coin, la bordure, et de kephale, la tête, en référence à la ligne pâle présente sur la tête de cette espèce.

## Publication originale
- Duellman, 2004 : Frogs of the genus Colostethus (Anura; Dendrobatidae) in the Andes of northern Peru. Scientific Papers Natural History Museum the University of Kansas, vol. 35, p. 1-49 (texte intégral).